# Liste der Nummer-eins-Hits in Australien (1978)
Diese Liste enthält alle Nummer-eins-Hits in Australien im Jahr 1978. Grundlage sind die Top 50 der australischen Charts der ARIA. Es gab in diesem Jahr 15 Nummer-eins-Singles und 9 Nummer-eins-Alben.

## Singles
| ← 1977 ← | Liste der Nummer-eins-Hits in Australien | Liste der Nummer-eins-Hits in Australien | Liste der Nummer-eins-Hits in Australien                                                             | 1979 → |
| \| Zeitraum \| Wo. ges. \| Interpret \| Titel Autor(en) \| Zusätzliche Informationen \| \| (Zeitraum, Wochen auf Platz eins, Interpret, Titel, Autor[en], zusätzliche Informationen) \| \| \| \| \| \| ----------------------------------------------------------------------------------------- \| -------- \| ---------------------------------- \| ---------------------------------------------------------------------------------------------------- \| --------------------------------------------------------------------------------------------------------------------------------------------------------------------------------- \| \| 12. Dezember 1977 – 26. Februar 1978 11 Wochen \| 11 \| Wings \| Mull of Kintyre Denny Laine, Paul James McCartney \| – \| \| 27. Februar 1978 – 26. März 1978 4 Wochen \| 4 \| Bonnie Tyler \| It’s a Heartache Musik: Ronnie James Scott; Text: Steve Wolfe \| – \| \| 27. März 1978 – 2. April 1978 1 Woche \| 1 \| The Babys \| It’s a Heartache Musik: Ronnie James Scott; Text: Steve Wolfe \| – \| \| 3. April 1978 – 22. Mai 1978 7 Wochen \| 7 \| Bee Gees \| Stayin’ Alive Barry Alan Gibb, Robin Hugh Gibb, Maurice Ernest Gibb \| – \| \| 23. Mai 1978 – 11. Juni 1978 3 Wochen \| 3 \| Kate Bush \| Wuthering Heights Kate Bush \| – \| \| 12. Juni 1978 – 18. Juni 1978 1 Woche \| 1 \| Eruption \| I Can’t Stand the Rain Donald Maurice Bryant, Bernard Lester Miller, Ann Peebles \| – \| \| 19. Juni 1978 – 25. Juni 1978 1 Woche \| 1 \| Gerry Rafferty \| Baker Street Gerry Rafferty \| – \| \| 26. Juni 1978 – 9. Juli 1978 2 Wochen (insgesamt 9) \| 9 \| John Travolta & Olivia Newton-John \| You’re the One That I Want John Clifford Farrar \| – \| \| 10. Juli 1978 – 20. August 1978 6 Wochen \| 6 \| Boney M. \| Rivers of Babylon / Brown Girl in the Ring Brent Dowe, Trevor McNaughton, Frank Farian, George Reyam \| – \| \| 21. August 1978 – 8. Oktober 1978 7 Wochen (insgesamt 9) \| 9 \| John Travolta & Olivia Newton-John \| You’re the One That I Want John Clifford Farrar \| – \| \| 9. Oktober 1978 – 22. Oktober 1978 2 Wochen \| 2 \| Dragon \| Are You Old Enough Paul Hewson \| Die nach Australien umgesiedelten Neuseeländer hatten im Vorjahr einen Hit gehabt mit April Sun in Cuba und in diesem Jahr mit Are You Old Enough ihren einzigen Nummer-1-Hit.[1] \| \| 23. Oktober 1978 – 29. Oktober 1978 1 Woche \| 1 \| Belle Epoque \| Black Is Black Steve Wadey, Anthony Hayes, Michelle Grainger \| – \| \| 30. Oktober 1978 – 3. Dezember 1978 5 Wochen \| 5 \| The Commodores \| Three Times a Lady Lionel B. Richie Jr. \| – \| \| 4. Dezember 1978 – 17. Dezember 1978 2 Wochen \| 2 \| Boney M. \| Rasputin Fred Jay, Frank Farian, George Reyam \| – \| \| 18. Dezember 1978 – 24. Dezember 1978 1 Woche \| 1 \| Exile \| Kiss You All Over Nicky Chinn, Mike Chapman \| – \| \| 25. Dezember 1978 – 28. Januar 1979 5 Wochen \| 5 \| Village People \| Y.M.C.A. Musik: Jacques Morali; Text: Henri Belolo \| – \| |                                          |                                          | | |
| ← 1977 |                                          |                                          | | → 1979 → |
| Zeitraum | Wo. ges.                                 | Interpret                                | Titel Autor(en)                                                                                      | Zusätzliche Informationen |
| (Zeitraum, Wochen auf Platz eins, Interpret, Titel, Autor[en], zusätzliche Informationen) |                                          |                                          | | |
| 12. Dezember 1977 – 26. Februar 1978 11 Wochen | 11                                       | Wings                                    | Mull of Kintyre Denny Laine, Paul James McCartney                                                    | – |
| 27. Februar 1978 – 26. März 1978 4 Wochen | 4                                        | Bonnie Tyler                             | It’s a Heartache Musik: Ronnie James Scott; Text: Steve Wolfe                                        | – |
| 27. März 1978 – 2. April 1978 1 Woche | 1                                        | The Babys                                | It’s a Heartache Musik: Ronnie James Scott; Text: Steve Wolfe                                        | – |
| 3. April 1978 – 22. Mai 1978 7 Wochen | 7                                        | Bee Gees                                 | Stayin’ Alive Barry Alan Gibb, Robin Hugh Gibb, Maurice Ernest Gibb                                  | – |
| 23. Mai 1978 – 11. Juni 1978 3 Wochen | 3                                        | Kate Bush                                | Wuthering Heights Kate Bush                                                                          | – |
| 12. Juni 1978 – 18. Juni 1978 1 Woche | 1                                        | Eruption                                 | I Can’t Stand the Rain Donald Maurice Bryant, Bernard Lester Miller, Ann Peebles                     | – |
| 19. Juni 1978 – 25. Juni 1978 1 Woche | 1                                        | Gerry Rafferty                           | Baker Street Gerry Rafferty                                                                          | – |
| 26. Juni 1978 – 9. Juli 1978 2 Wochen (insgesamt 9) | 9                                        | John Travolta & Olivia Newton-John       | You’re the One That I Want John Clifford Farrar                                                      | – |
| 10. Juli 1978 – 20. August 1978 6 Wochen | 6                                        | Boney M.                                 | Rivers of Babylon / Brown Girl in the Ring Brent Dowe, Trevor McNaughton, Frank Farian, George Reyam | – |
| 21. August 1978 – 8. Oktober 1978 7 Wochen (insgesamt 9) | 9                                        | John Travolta & Olivia Newton-John       | You’re the One That I Want John Clifford Farrar                                                      | – |
| 9. Oktober 1978 – 22. Oktober 1978 2 Wochen | 2                                        | Dragon                                   | Are You Old Enough Paul Hewson                                                                       | Die nach Australien umgesiedelten Neuseeländer hatten im Vorjahr einen Hit gehabt mit April Sun in Cuba und in diesem Jahr mit Are You Old Enough ihren einzigen Nummer-1-Hit. |
| 23. Oktober 1978 – 29. Oktober 1978 1 Woche | 1                                        | Belle Epoque                             | Black Is Black Steve Wadey, Anthony Hayes, Michelle Grainger                                         | – |
| 30. Oktober 1978 – 3. Dezember 1978 5 Wochen | 5                                        | The Commodores                           | Three Times a Lady Lionel B. Richie Jr.                                                              | – |
| 4. Dezember 1978 – 17. Dezember 1978 2 Wochen | 2                                        | Boney M.                                 | Rasputin Fred Jay, Frank Farian, George Reyam                                                        | – |
| 18. Dezember 1978 – 24. Dezember 1978 1 Woche | 1                                        | Exile                                    | Kiss You All Over Nicky Chinn, Mike Chapman                                                          | – |
| 25. Dezember 1978 – 28. Januar 1979 5 Wochen | 5                                        | Village People                           | Y.M.C.A. Musik: Jacques Morali; Text: Henri Belolo                                                   | – |

## Alben
| ← 1977 ← | Liste der Nummer-eins-Hits in Australien | Liste der Nummer-eins-Hits in Australien | Liste der Nummer-eins-Hits in Australien                | 1979 →                    |
| \| Zeitraum \| Wo. ges. \| Interpret \| Titel \| Zusätzliche Informationen \| \| (Zeitraum, Wochen auf Platz eins, Interpret, Titel, zusätzliche Informationen) \| \| \| \| \| \| ------------------------------------------------------------------------------ \| -------- \| --------------------------------------- \| ------------------------------------------------------- \| ------------------------- \| \| 28. November 1977 – 29. Januar 1978 9 Wochen \| 9 \| Rod Stewart \| Foot Loose & Fancy Free \| – \| \| 30. Januar 1978 – 12. Februar 1978 2 Wochen (insgesamt 8) \| 8 \| Fleetwood Mac \| Rumours \| – \| \| 13. Februar 1978 – 19. März 1978 5 Wochen \| 5 \| Linda Ronstadt \| Simple Dreams \| – \| \| 20. März 1978 – 25. Juni 1978 14 Wochen \| 14 \| (Soundtrack) \| Saturday Night Fever \| – \| \| 26. Juni 1978 – 13. August 1978 7 Wochen (insgesamt 8) \| 8 \| Meat Loaf \| Bat out of Hell \| – \| \| 14. August 1978 – 1. Oktober 1978 7 Wochen (insgesamt 13) \| 13 \| (Soundtrack) \| Grease: The Original Soundtrack from the Motion Picture \| – \| \| 2. Oktober 1978 – 19. November 1978 7 Wochen \| 7 \| Dire Straits / Verschiedene Interpreten \| Jeff Wayne’s Musical Version of the War of the Worlds \| – \| \| 20. November 1978 – 3. Dezember 1978 2 Wochen (insgesamt 13) \| 13 \| (Soundtrack) \| Grease: The Original Soundtrack from the Motion Picture \| – \| \| 4. Dezember 1978 – 24. Dezember 1978 3 Wochen \| 3 \| Dire Straits \| Dire Straits \| – \| \| 25. Dezember 1978 – 28. Januar 1979 5 Wochen \| 5 \| Billy Joel \| 52nd Street \| – \| |                                          |                                          |                                                         |                           |
| ← 1977 |                                          |                                          |                                                         | → 1979 →                  |
| Zeitraum | Wo. ges.                                 | Interpret                                | Titel                                                   | Zusätzliche Informationen |
| (Zeitraum, Wochen auf Platz eins, Interpret, Titel, zusätzliche Informationen) |                                          |                                          |                                                         |                           |
| 28. November 1977 – 29. Januar 1978 9 Wochen | 9                                        | Rod Stewart                              | Foot Loose & Fancy Free                                 | –                         |
| 30. Januar 1978 – 12. Februar 1978 2 Wochen (insgesamt 8) | 8                                        | Fleetwood Mac                            | Rumours                                                 | –                         |
| 13. Februar 1978 – 19. März 1978 5 Wochen | 5                                        | Linda Ronstadt                           | Simple Dreams                                           | –                         |
| 20. März 1978 – 25. Juni 1978 14 Wochen | 14                                       | (Soundtrack)                             | Saturday Night Fever                                    | –                         |
| 26. Juni 1978 – 13. August 1978 7 Wochen (insgesamt 8) | 8                                        | Meat Loaf                                | Bat out of Hell                                         | –                         |
| 14. August 1978 – 1. Oktober 1978 7 Wochen (insgesamt 13) | 13                                       | (Soundtrack)                             | Grease: The Original Soundtrack from the Motion Picture | –                         |
| 2. Oktober 1978 – 19. November 1978 7 Wochen | 7                                        | Dire Straits / Verschiedene Interpreten  | Jeff Wayne’s Musical Version of the War of the Worlds   | –                         |
| 20. November 1978 – 3. Dezember 1978 2 Wochen (insgesamt 13) | 13                                       | (Soundtrack)                             | Grease: The Original Soundtrack from the Motion Picture | –                         |
| 4. Dezember 1978 – 24. Dezember 1978 3 Wochen | 3                                        | Dire Straits                             | Dire Straits                                            | –                         |
| 25. Dezember 1978 – 28. Januar 1979 5 Wochen | 5                                        | Billy Joel                               | 52nd Street                                             | –                         |